# Novo Itacolomi
Novo Itacolomi est une municipalité brésilienne située dans l'État du Paraná.